# آنه‌ماری بوشنر
آنه‌ماری بوشنر (آلمانی: Annemarie Buchner; ۱۶ فوریهٔ ۱۹۲۴ – ۹ نوامبر ۲۰۱۴) اسکی‌باز آلپاین اهل آلمان بود.